# Bulgan (Hovd)
Bulgan (em mongol:  Булган) é um distrito (sum) da Mongólia localizado na província de Khovd.